# Hibiscus micranthus
Hibiscus micranthus es una especie de arbusto perteneciente a la familia de las malváceas. Es originaria de África, donde se distribuye por Botsuana, Namibia, Sudáfrica y Yemen.

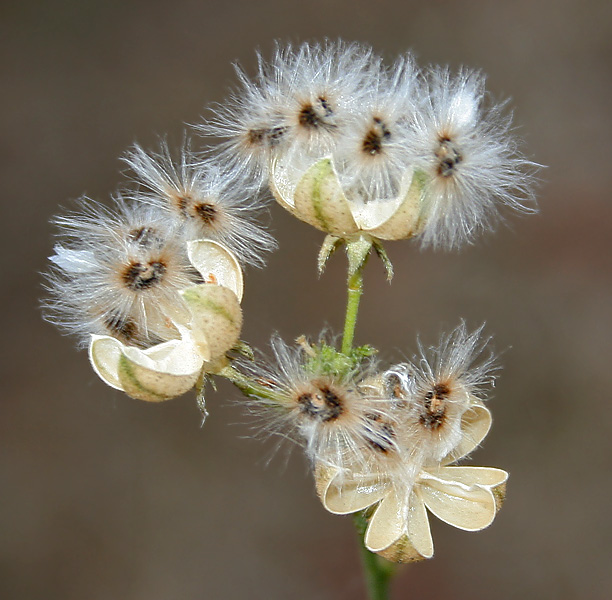
Detalle

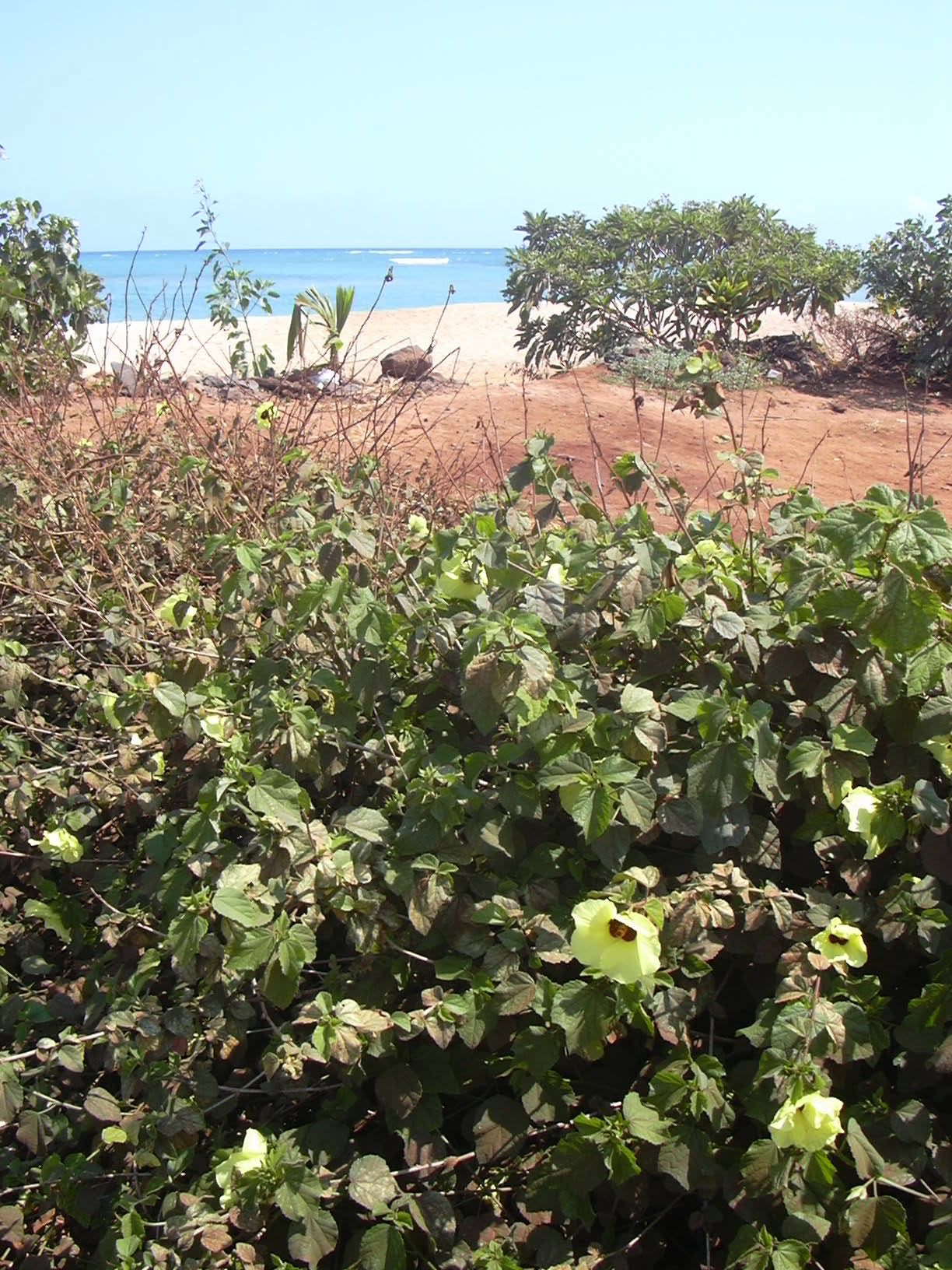
Vista de la planta

## Descripción
Es un arbusto o hierba perennifolia de hasta 3 m de alto; los tallos son tomentosos o pubescentes cuando jóvenes, más tarde glabrescentes. La lámina de la hoja tiene 12 × 12 cm, son suborbiculares a grandes rasgos, 3-5- lobuladas, pubescentes ; con estípulas de hasta 15 mm . de largo, filiformes o subsetaceous , algo ampliada en la base. Flores de hasta 12 cm de diámetro. Las flores de color amarillo por lo general con un centro de color rojo amarronado u oscuro, solitarias, axilares , con pedúnculo de 7 (10 ) mm de largo. El fruto es una cápsula de 25 × 15 mm , elipsoide con semillas de 3 × 2,5 mm, subreniformes.

## Hábitat
Se encuentra en la selva, el bosque de ribera, en matorrales y pastizales .

## Taxonomía
Hibiscus micranthus fue descrita por Carlos Linneo el Joven y publicado en Supplementum Plantarum 308. 1781[1782].
Etimología
Hibiscus: nombre genérico que deriva de la palabra griega: βίσκος ( hibískos ), que era el nombre que dio Dioscórides (40-90 d. C.)  a Althaea officinalis.
micranthus: epíteto latíno que significa "con flores pequeñas"
Sinonimia
- Urena ovalifolia Forssk., Fl. Aegypt.-Arab. 124. 1775.
- Hibiscus baidoensis Chiov., Fl. Somala: 100. 1929.
- Hibiscus baidoensis var. parvifolius Chiov.
- Hibiscus calycinus Willd., Sp. Pl., ed. 4 (Willdenow) 3(1): 817. 1800.
- Hibiscus calycosus A.Rich., Tent. Fl. Abyss. 1: 62.
- Hibiscus calyphyllus Cav., Diss. 5:283.  1788
- Hibiscus lanzae Cufod., Miss. Biol. Paese Borana, Bot. 1939.
- Hibiscus wildii Suess., Trans. Rhodesia Sci. Assoc., 43: 29. 1951.[4]
- Hibiscus ovalifolius
- Hibiscus gossypinus DC. (1824)
- Hibiscus pavoniformis Baill. (1885)
- Hibiscus capillipes Mattei (1916)
- Hibiscus parvifolius Hochst. ex T.Anderson
- Hibiscus hermanniaefolius Hochst.[5]